# Progonyleptoidellus striatus
Progonyleptoidellus striatus is een hooiwagen uit de familie Gonyleptidae.